# Río Lampa
Der Río Lampa ist ein linker Nebenfluss des Río Coata im Einzugsgebiet des Titicacasees im südamerikanischen Andenhochland der peruanischen Region Puno.

## Flusslauf
Der Río Lampa entsteht bei der Ortschaft Lampa am Zusammenfluss von Río Vilavila (links) und Río Pumahuasi (rechts). Der 25 km lange Río Vilavila entspringt als Río Chilampampa an der Nordflanke des Nevado Quilca auf einer Höhe von etwa 4900 m (⊙). Der 20 km lange Río Pumahuasi hat sein Quellgebiet an der Nordostflanke des Nevado Mina Punta auf einer Höhe von etwa 5080 m (⊙).
Der Río Lampa trägt oberhalb von Flusskilometer 65 innerhalb des Distrikts Palca die Bezeichnung Río Palca. Er fließt anfangs in ostsüdöstlicher Richtung, später in südöstlicher Richtung durch das Andenhochland. Bei Flusskilometer 45 passiert der Fluss die Kleinstadt Lampa und erreicht im Anschluss die wüstenhafte Ebene westlich des Titicacasees. Im Unterlauf bildet der Fluss ein stark mäandrierendes Verhalten mit zahlreichen engen Flussschlingen aus. Auf den letzten 20 Kilometern wendet sich der Fluss nach Osten und trifft 8 km nordwestlich der Großstadt Juliaca auf den aus Südosten kommenden Río Cabanillas. Unterhalb deren Zusammenfluss heißt der Fluss Río Coata.

## Einzugsgebiet und Hydrologie
Das Einzugsgebiet des Río Lampa hat eine Fläche von etwa 1550 km². Es grenzt im Norden an das des Río Pucará, im Süden an das des Río Coata. Die Flüsse der Region führen hauptsächlich in den Monaten Januar bis April Wasser. In der restlichen Zeit im Jahr gehen die Abflüsse stark zurück.